# Hypena palpalis
Hypena palpalis là một loài bướm đêm trong họ Erebidae.